# Kadoschkino
Kadoschkino (russisch Кадо́шкино, mokschanisch Кадаж) ist eine Siedlung städtischen Typs in der Republik Mordwinien in Russland mit 4704 Einwohnern (Stand 14. Oktober 2010).

## Geographie
Der Ort liegt gut 50 km Luftlinie westsüdwestlich der Republikhauptstadt Saransk. Er befindet sich unweit der Quelle der Siwin, eines rechten Nebenflusses der Mokscha.
Kadoschkino ist Verwaltungszentrum des Rajons Kadoschkinski sowie Sitz der Stadtgemeinde Kadoschkinskoje gorodskoje posselenije, zu der außerdem die Dörfer Goristowka (5 km östlich), Parzy (14 km nordöstlich) und Wyssokaja (10 km nordöstlich) sowie die Siedlungen Chowan (3 km südöstlich) und Winokurowski (7 km nordöstlich) gehören.

## Geschichte
Der Ort entstand 1893 beim Bau der Eisenbahnstrecke Rjasan – Kasan/Sysran um eine dort errichtete Station.
1935 wurde Kadoschkino Verwaltungssitz eines neu geschaffenen, nach ihm benannten Rajons. Dieser wurde 1963 aufgelöst; Kadoschkino verlor seine Verwaltungsfunktion und gehörte in Folge zum Insarski rajon (mit Sitz in der knapp 20 km südlich gelegenen Kleinstadt Insar), erhielt aber 1968 den Status einer Siedlung städtischen Typs.
Am 27. Mai 1991 wurde der Rajon mit Sitz in Kadoschkino wiederhergestellt.

### Bevölkerungsentwicklung
| Jahr | Einwohner |
| ---- | --------- |
| 1939 | 828       |
| 1959 | 1505      |
| 1970 | 3548      |
| 1979 | 4909      |
| 1989 | 5141      |
| 2002 | 4874      |
| 2010 | 4704      |

Anmerkung: Volkszählungsdaten

## Verkehr
Kadoschkino besitzt einen Bahnhof bei Kilometer 575 der auf diesem Abschnitt 1894 eröffneten und seit 1960 elektrifizierten Eisenbahnstrecke Moskau – Rjasan – Sysran. Einige Kilometer südlich führt die Regionalstraße 89N-09 vorbei, die etwa 30 km östlich bei Rusajewka von der föderalen Fernstraße R158 Nischni Nowgorod – Saransk – Pensa – Saratow abzweigt und der Bahnstrecke in westlicher Richtung weiter über Kowylkino bis Torbejewo folgt.